# Риен
Риен (нем. Riehen) — город в Швейцарии, одна из 3 коммун кантона Базель-Штадт.
Население 21 755 человек (на 31 декабря 2021 года).

## География

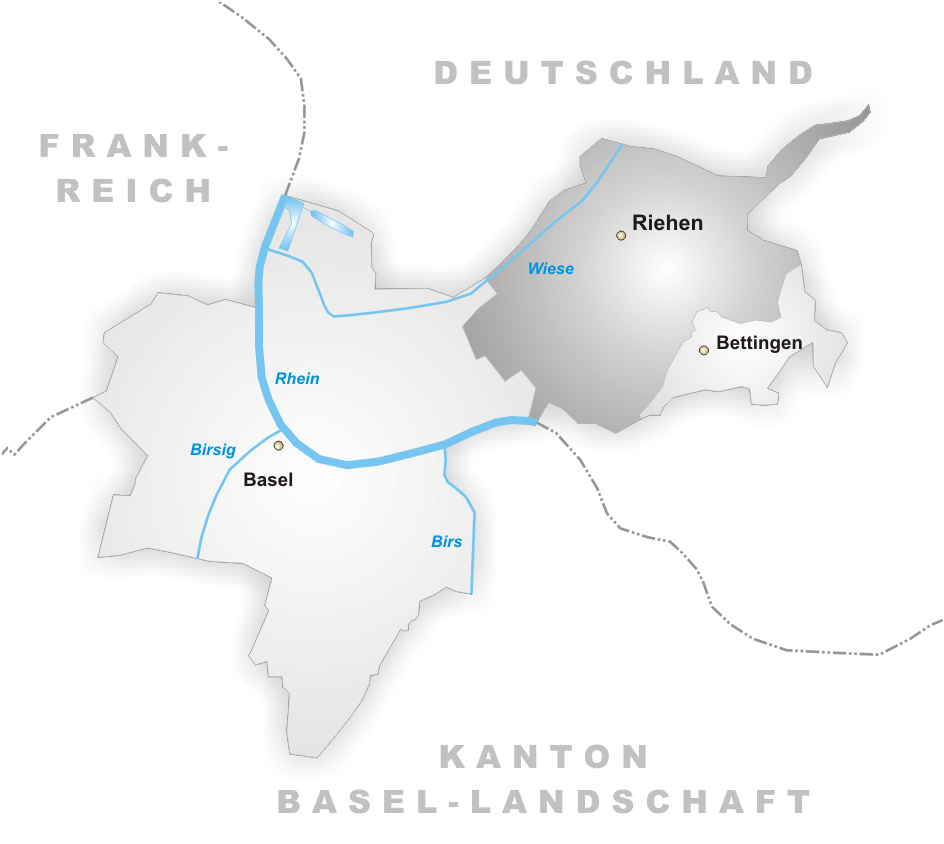
Риен на карте Базель-Штадта

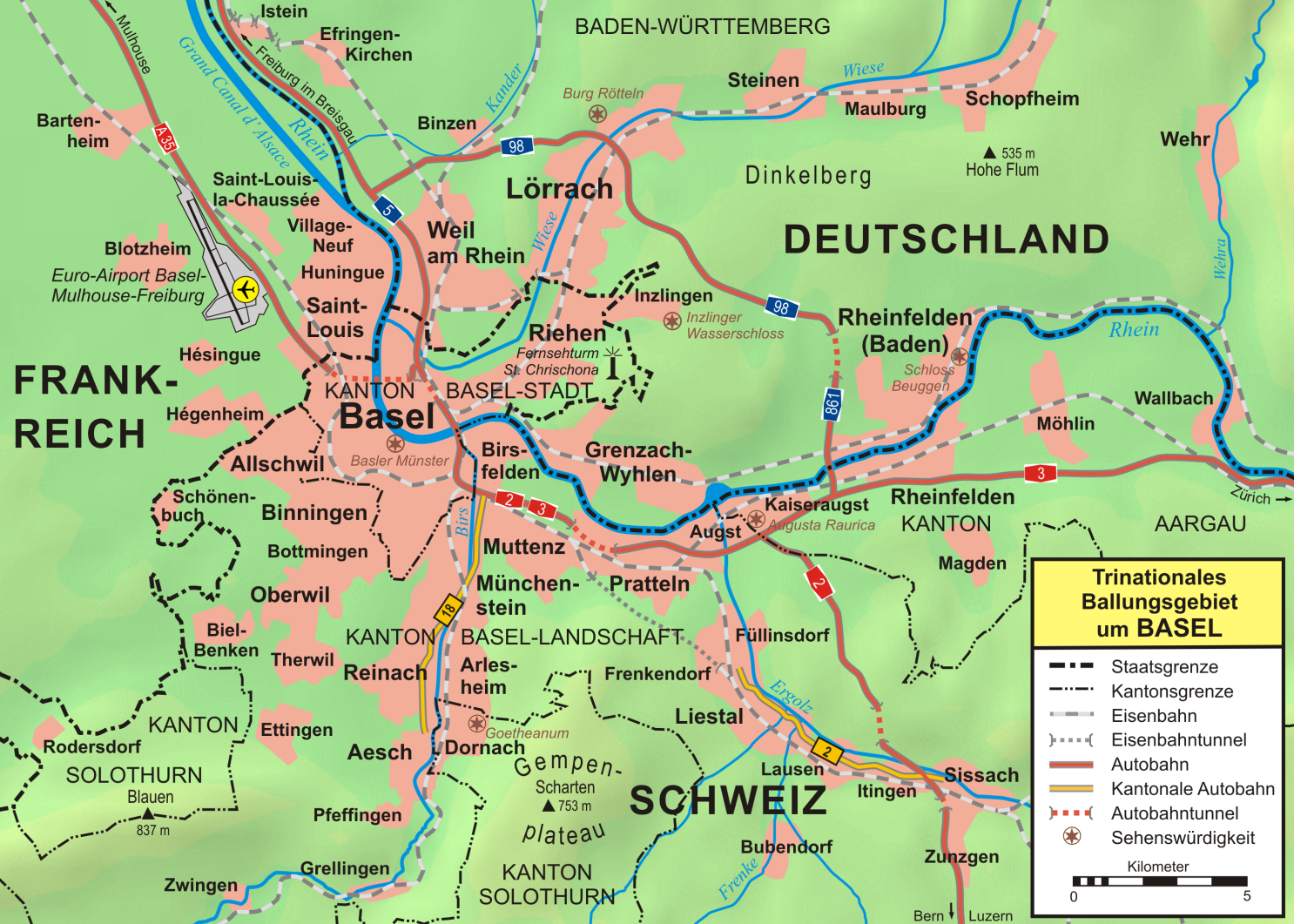
Риен на топографической карте

Коммуна Риен расположена на северо-востоке Базель-Штадта, имеет площадь 10,87 км², что составляет почти 30 % площади кантона, и граничит c остальными коммунами кантона — Базелем (на юго-западе) и Беттингеном (на юго-востоке).
По территории Риена протекает река Визе, приток Рейна. Устье Визе расположено в Базеле, однако Риен имеет узкий выход к правому берегу Рейна выше устья Визе, напротив коммуны Бирсфельден кантона Базель-Ланд.
На северо-востоке Риена расположена Железная рука — узкая полоса земли площадью около 40 га, почти 1,7 километра в длину и максимум 300 м в ширину, которая вдаётся на территорию Германии между коммунами Лёррах и Инцлинген земли Баден-Вюртемберг и занята лесистой грядой. Этот участок швейцарско-германской границы, отмеченный историческими пограничными камнями, остаётся неизменным уже почти 500 лет и является одним из старейших в Центральной Европе.
Риен также граничит с другими коммунами Баден-Вюртемберга — Вайль-ам-Райном на севере и Гренцах-Виленом на юге.

## История

Баррикада на границе между Германией и Швейцарией у таможни Риена, 1914—1918

Аэрофотоснимок 1951 года

Неандертальцы жили в этом районе еще 50 000 лет назад. Предполагается, что он был постоянно населён, начиная с 3000 года до н. э. Примерно в VI веке нашей эры была основана деревня алеманнов. В 751 году впервые упоминается местность «Вахинхофен» (нем. Wahinhofen), которая сейчас называется Венкенхоф (нем. Wenkenhof). Название «Риен» впервые встречается в 1113 году.
В 1270 году Риен принадлежал Базельскому епископству. Риен был разграблен и сожжён в 1444—1446 годах во время битвы при Санкт-Якобе у Бирса, а также с 1490 по 1493 год во время «Каппелерской вражды» (нем. Kappeler Fehde). В 1522 году Риен перешёл во владение города Базеля и присоединился к реформации в 1528 году. Во время Тридцатилетней войны Риен был оккупирован и принял много беженцев.
В 1833 году кантон Базель был разделён на Базель-Штадт и Базель-Ланд. Риен остался в составе Базель-Штадта вместе с Кляйнхюнингеном (с 1908 года — часть города Базеля) и соседней маленькой коммуной Беттинген.
Во время Второй мировой войны через Риен проходил маршрут беженцев. Судьбе еврейских беженцев, не всем из которых удалось въехать в Швейцарию, посвящён «Мемориал Риен» (нем. Gedenkstätte Riehen) в доме стрелочника, который был выкуплен у Deutsche Bundesbahn.
После того, как кантон Базель-Штадт разрешил коммунам ввести женское избирательное право в 1957 году, Риен первым в Швейцарии ввёл избирательное право для женщин 26 июня 1958 года. В том же году Гертруд Шпет-Швайцер была избрана в муниципальный совет и стала первой швейцаркой, избранной в политический орган.
С 1994 года используется резервуар геотермальной энергии на глубине около 1500 метров, который снабжает теплом более 8000 жителей.
Трижды, в 1885, 1898 и 1910 годах, выдвигались предложения об объединении Риена с Базелем, но они не были реализованы.

## Население
Население на 31 декабря 2021 года — 21 755 человек, в том числе 10 338 мужчин (47,5 %) и 11 417 женщин (52,5 %). 5975 жителей (27,5 %) — иностранцы.
| 1670 | 1774 | 1850 | 1900 | 1930 | 1941 | 1950   | 1970   | 1980   | 1990   | 2000   | 2010   | 2020   |
| ---- | ---- | ---- | ---- | ---- | ---- | ------ | ------ | ------ | ------ | ------ | ------ | ------ |
| 727  | 1078 | 1575 | 2576 | 6393 | 7415 | 12 402 | 21 026 | 20 611 | 19 914 | 20 370 | 20 602 | 21 705 |

## Транспорт

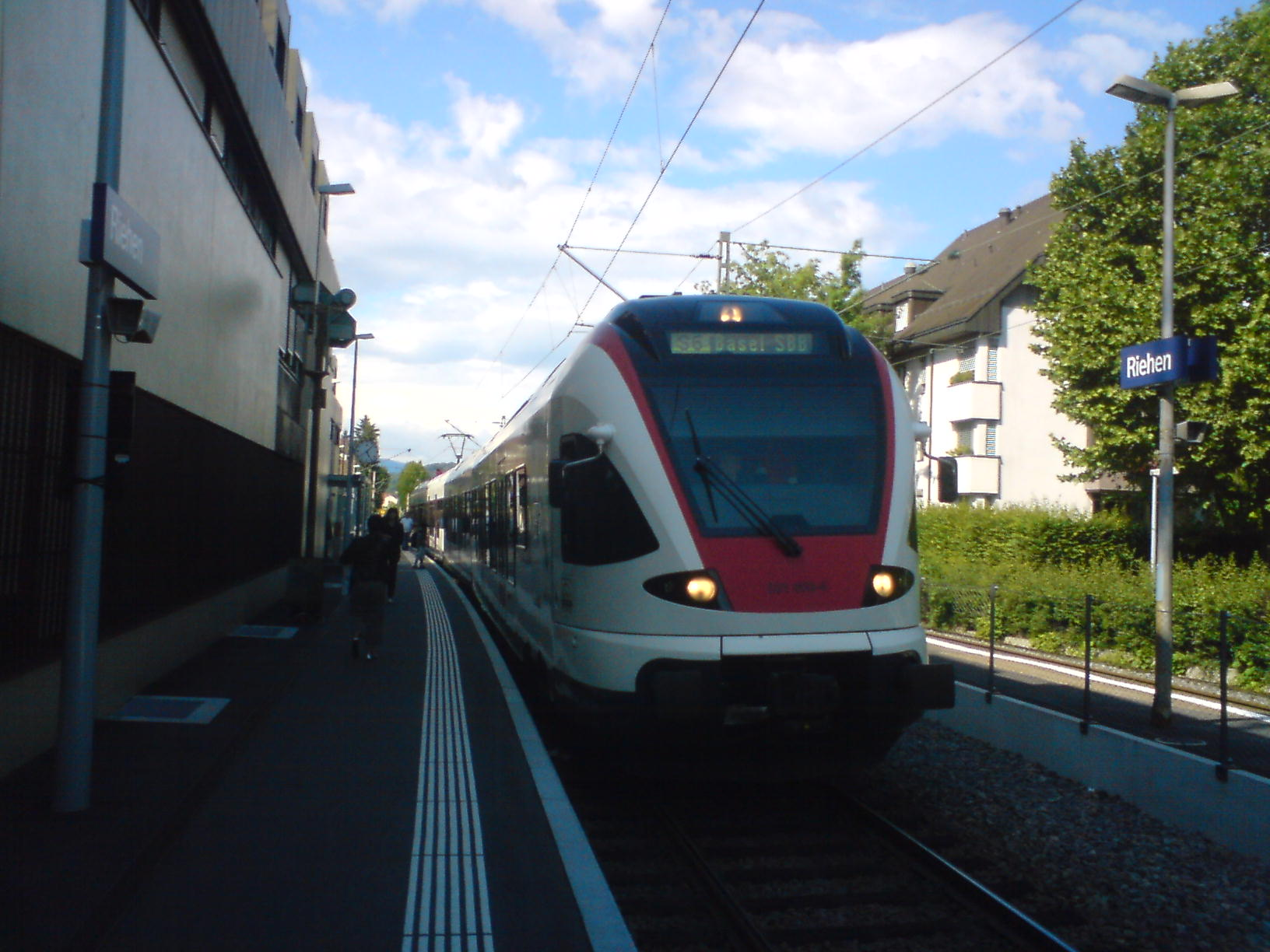
Поезд на станции Риен

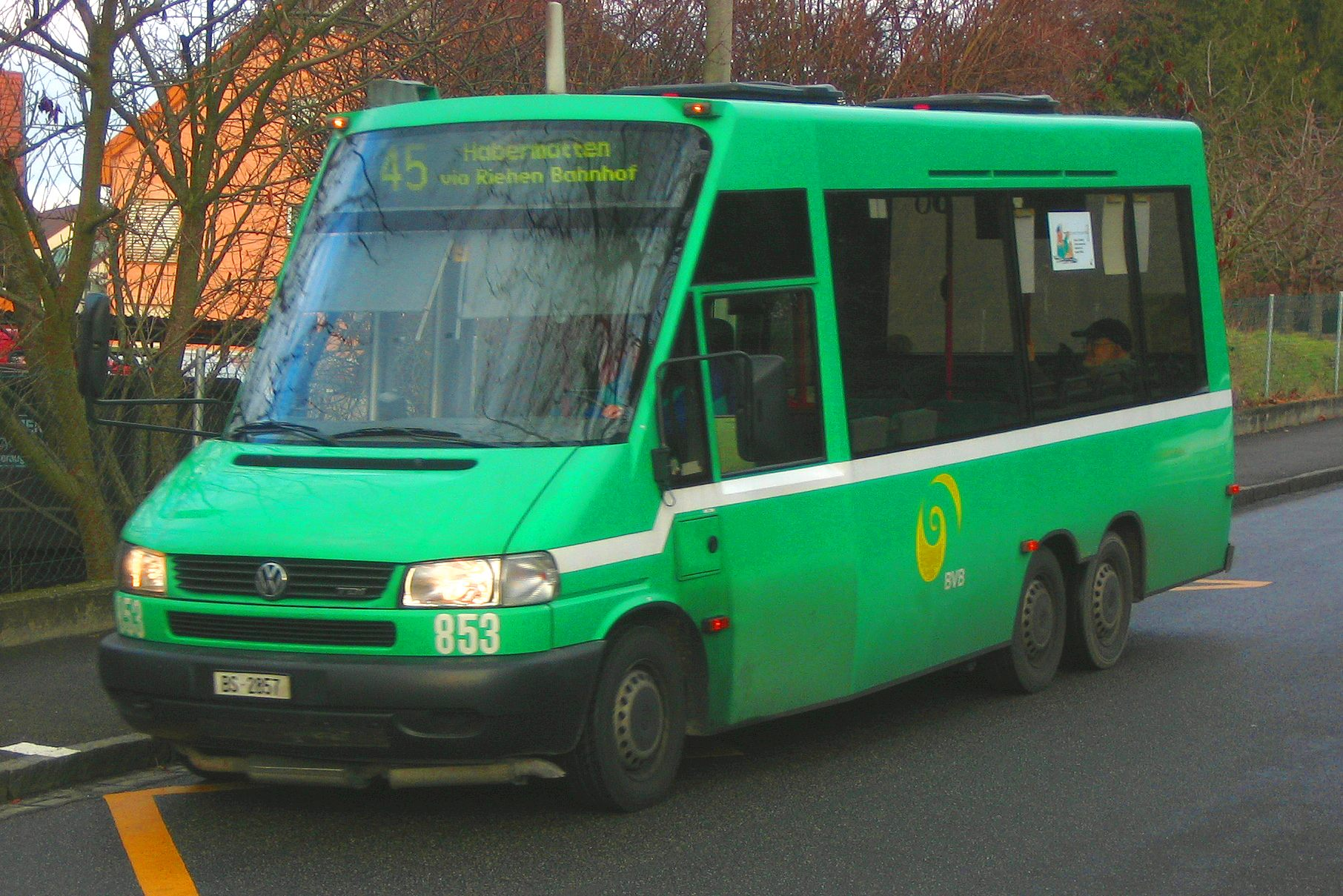
Местный автобус в Риене

### Поезд
Через Риен проходит Wiesentalbahn — линия S6 Базельского S-Bahn, соединяющая базельские вокзалы Бадишер-Банхоф и SBB с немецким городом Целль-им-Визенталь. В период с 2004 по 2008 год Wiesentalbahn, которой управляет Deutsche Bahn, была значительно расширена. Был обновлён вокзал в Риене и построена новая станция «Нидерхольц» (нем. Niederholz) в южной части города. Немецкое подразделение SBB эксплуатирует на линии поезда типа Stadler FLIRT, которые ходят каждые 30 минут в будни и каждые 60 минут в выходные.

### Автобус
Риен вместе с Базелем входит в зону 10 TNW и обслуживается базельским оператором общественного транспорта BVB. Риен имеет плотную автобусную сеть, обслуживаемую большими сочленёнными и небольшими местными автобусами. C центром Базеля он связан трамвайными маршрутами № 2 и 6 и автобусом № 34. Раньше Риен также обслуживала линия 31 Троллейбуса Базеля.

### Автотранспорт и дороги
Риен испытывает высокую нагрузку транзитного транспорта, движущегося между Базелем, Лёррахом и Вайль-ам-Райном. Чтобы разгрузить центр города, была спроектирована беспошлинная дорога длиной 738 метров, соединяющая немецкие города Лёррах и Вайль-ам-Райн и состоящая из туннеля и моста через реку Визе. Несмотря на значительные протесты, дорога была построена и открыта для движения 4 октября 2013 года. С той же целью с 2015 по 2020 год была полностью отремонтирована и частично перепроектирована центральная улица Базельштрассе.

## Культура

### Музеи

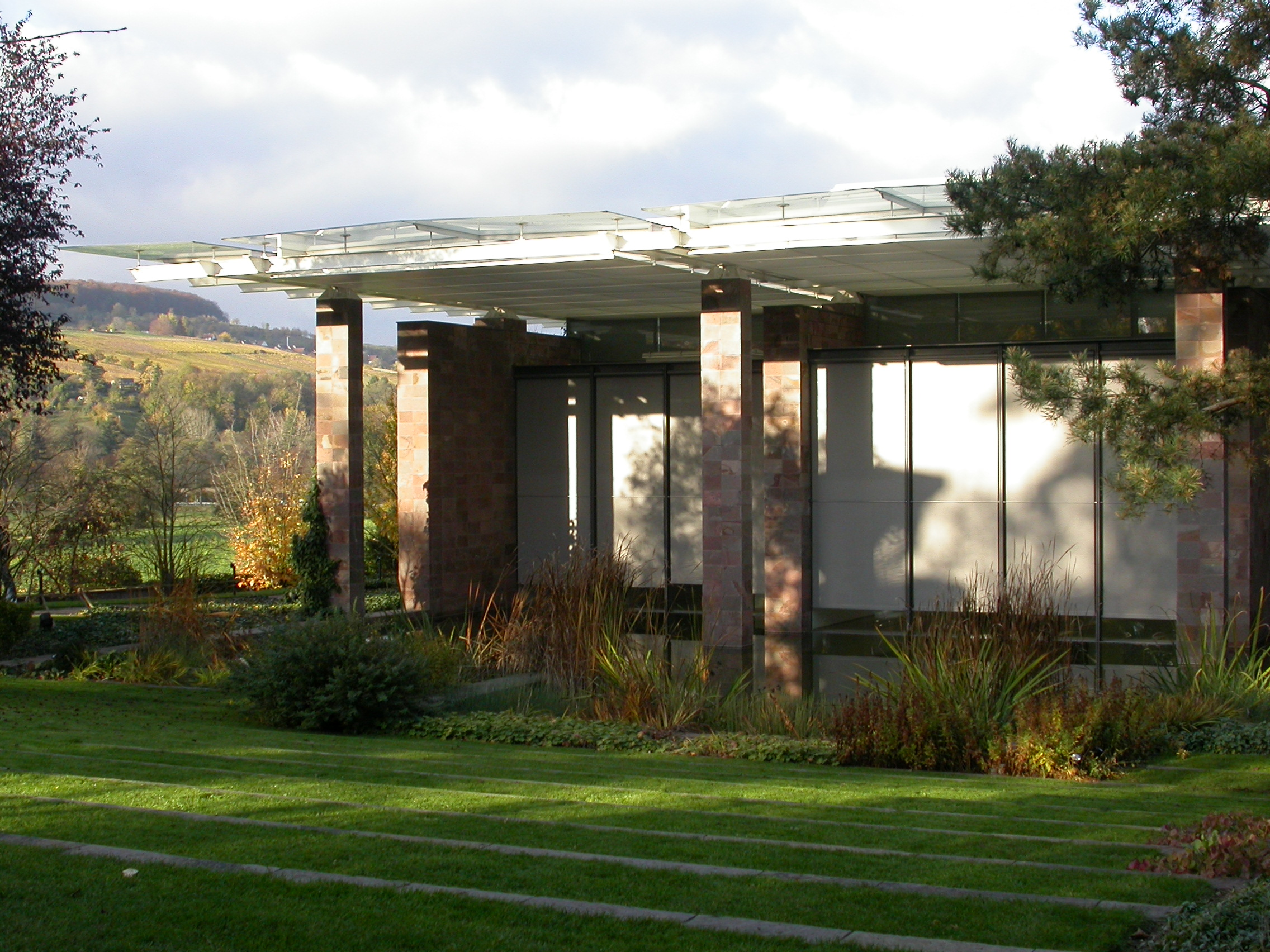
Музей фонда Бейелер

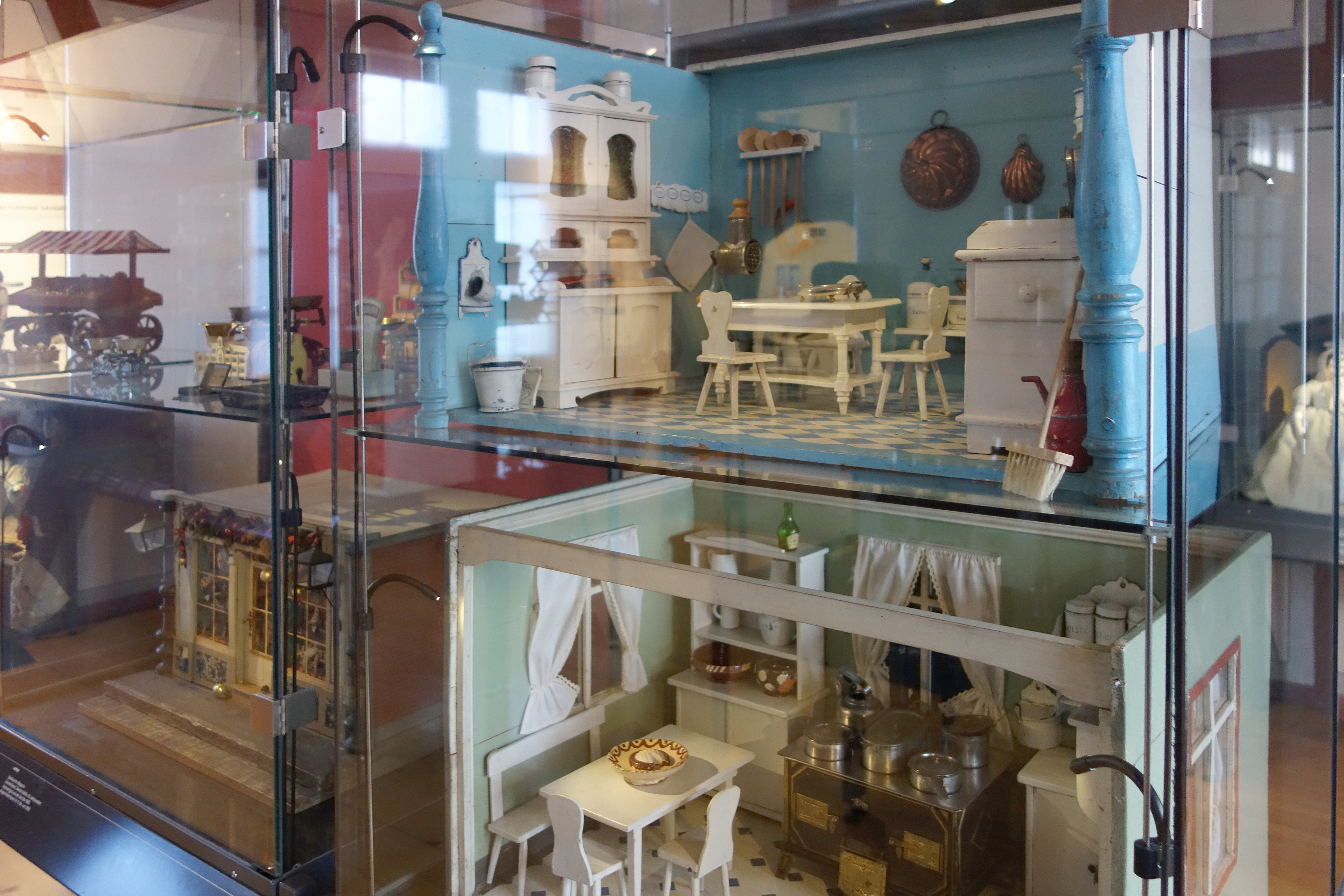
Экспозиция музея игрушек

#### Музей фонда Бейелер
Музей фонда Бейелер создан в 1982 году и находится в здании, построенном для него по проекту архитектору Ренцо Пиано в 1997 году. Основу музейного фонда составляет коллекция произведений классического модернизма и современного искусства, собиравшаяся супругами Хильди и Эрнстом Бейелерами в течение пяти десятилетий. Коллекция насчитывает около 250 произведений искусства, отражающих персональные взгляды пары владельцев на искусство XX века. Среди прочих авторов, в собрании представлены работы Дега, Сезанна, Моне, Руссо, Ван Гога, Кандинского, Матисса, Леже, Джакометти, Пикассо, Миро, Колдера, Клее, Эрнста, Мондриана, Уорхола, Лихтенштейна и Бэкона. Специальные комнаты «Rothko Rooms» содержат работы Марка Ротко. Произведения современного искусства «сопоставлены» 25 историческими объектами, созданными в племенах Африки, Океании и Аляски.

#### Музей культуры и игр
Музей культуры и игр (нем. MUKS - Museum Kultur & Spiel Riehen) расположен в здании XVII века Wettsteinhaus.
Он был открыт в 1972 году под названием «Музей игрушек, деревни и виноградников» (нем. Spielzeugmuseum, Dorf- und Rebbaumuseum). Новую концепцию и название музей получил при открытии 12 июня 2021 года после реставрации и расширения. Музей включает 2 постоянные интерактивные выставки — Игра и Деревня. Обширная коллекция европейских игрушек включает деревянные игрушки, кукольные домики и кухни, жестяные игрушки, свинцовые и оловянные фигурки, кукольные театры и железные дороги.

#### Выставочный зал
Выставочный зал Риен (нем. Kunst Raum Riehen), открытый в 1998 году в одном из зданий усадьбы Berowergut, принадлежит муниципалитету и его художественной комиссии, которая занимается организацией выставок с 1972 года. В нём проходят выставки современного искусства базельского региона.

### Объекты культурного наследия
Город Риен внесён в Перечень городских пейзажей Швейцарии, заслуживающих охраны (нем. Inventar der schützenswerten Ortsbilder der Schweiz) федерального значения.
Список объектов культурного наследия (нем. Schweizerisches Inventar der Kulturgüter) федерального значения Риена включает 2 музея — Музей фонда Бейелер и Музей культуры и игр — и 7 зданий и сооружений.

Здания и сооружения — объекты культурного наследия
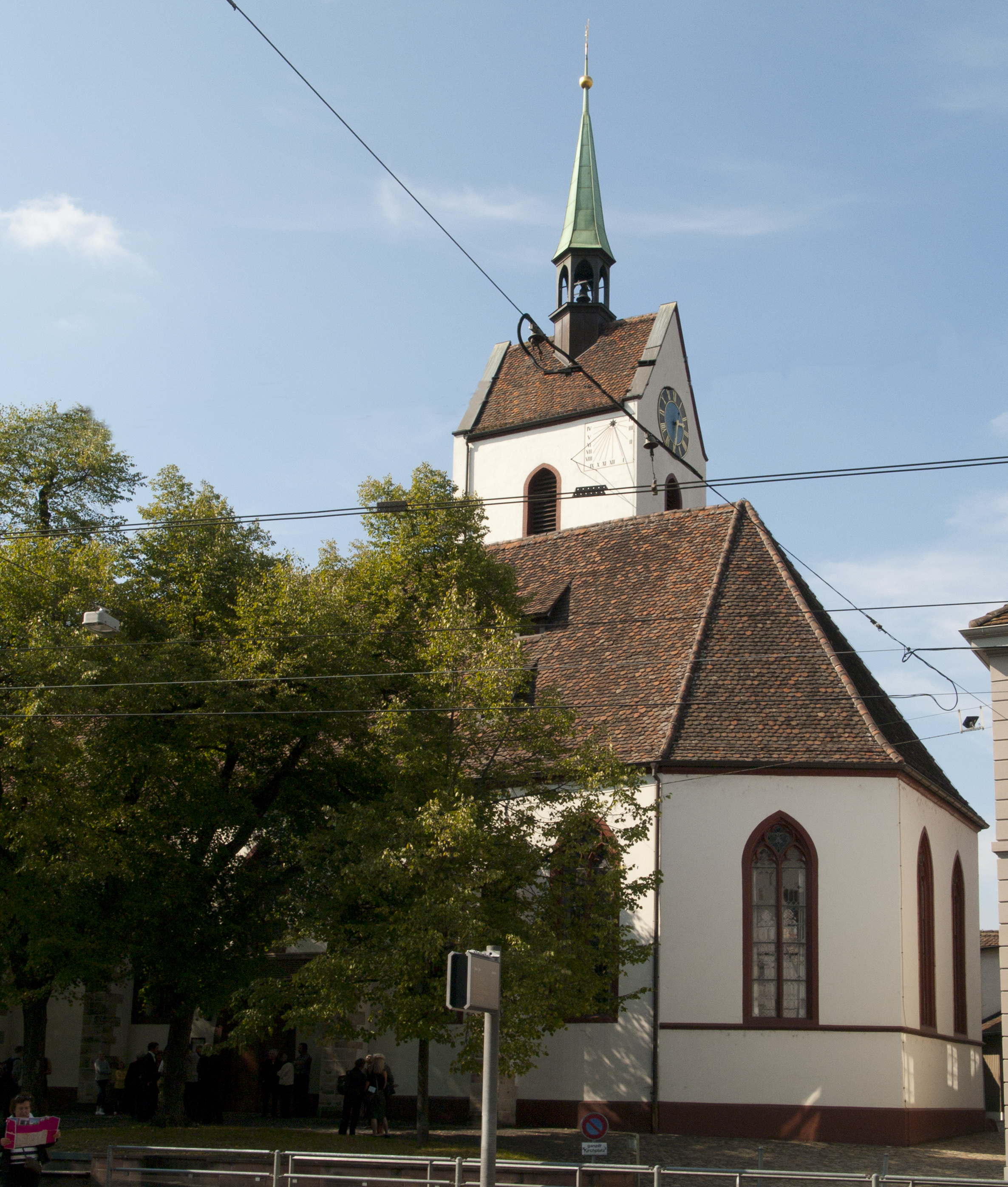
деревенская церковь[нем.] Святого Мартина
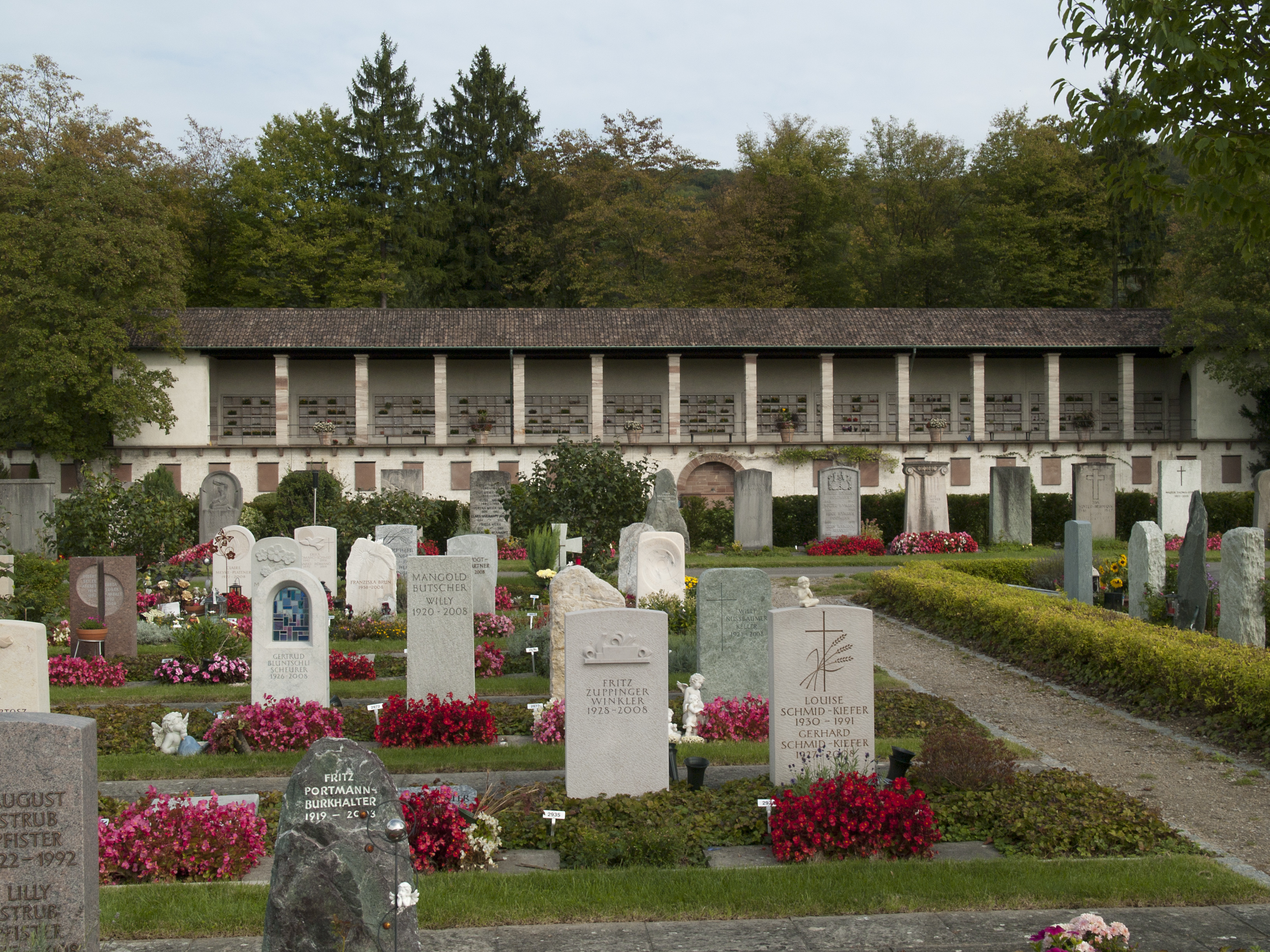
кладбище Хёрнли[нем.] с крематорием
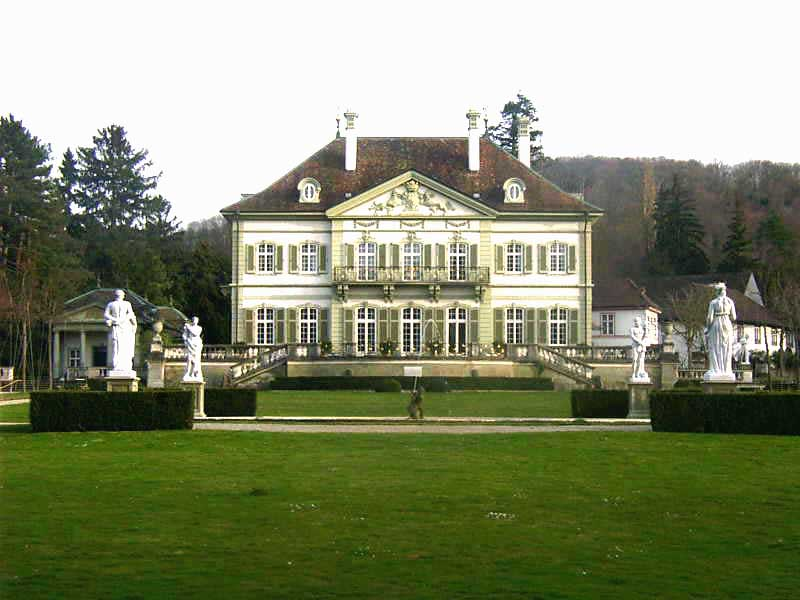
новый и старый Венкенхоф[нем.] с парком
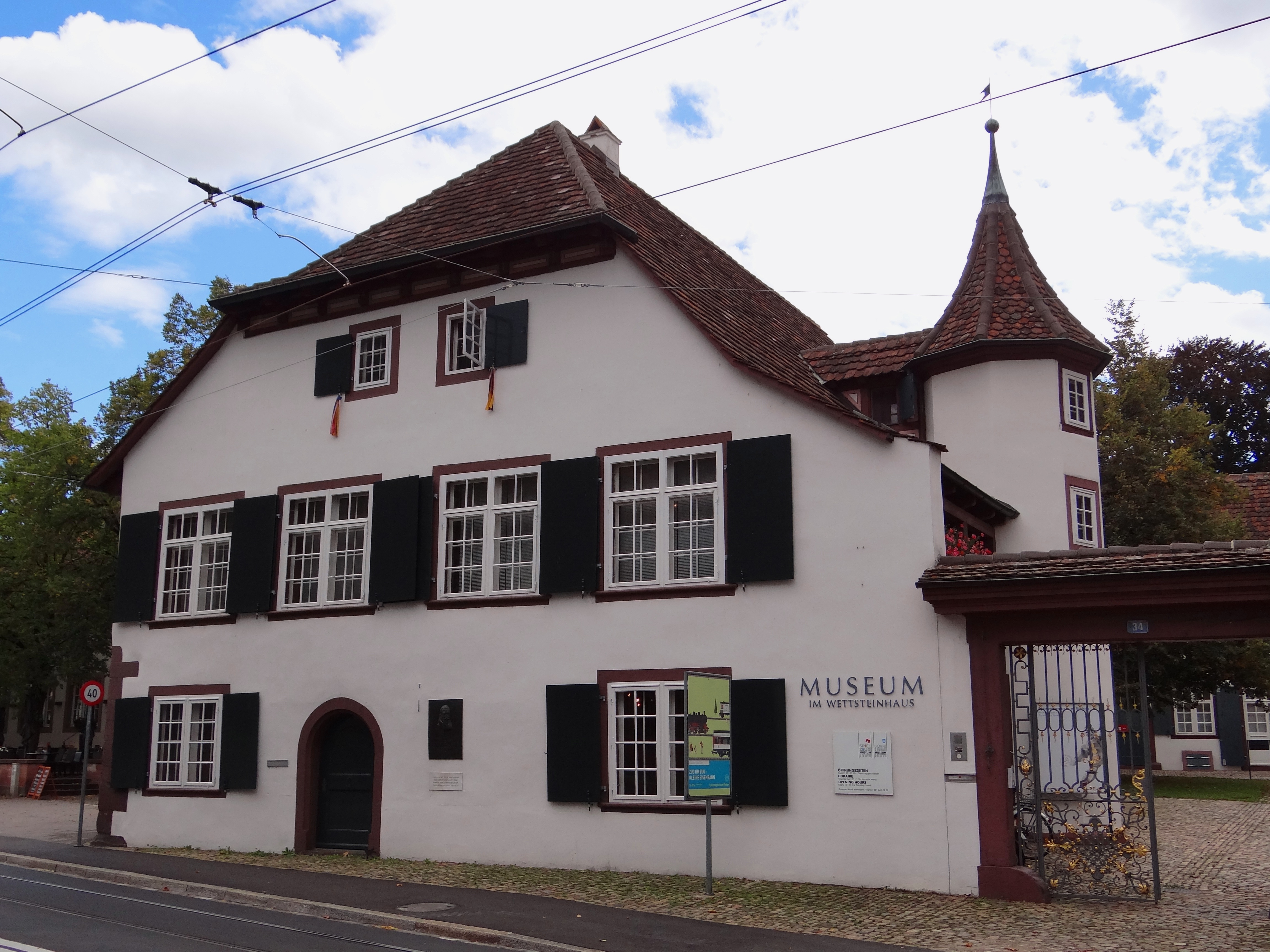
Wettsteinhäuser, в котором расположен музей игрушек
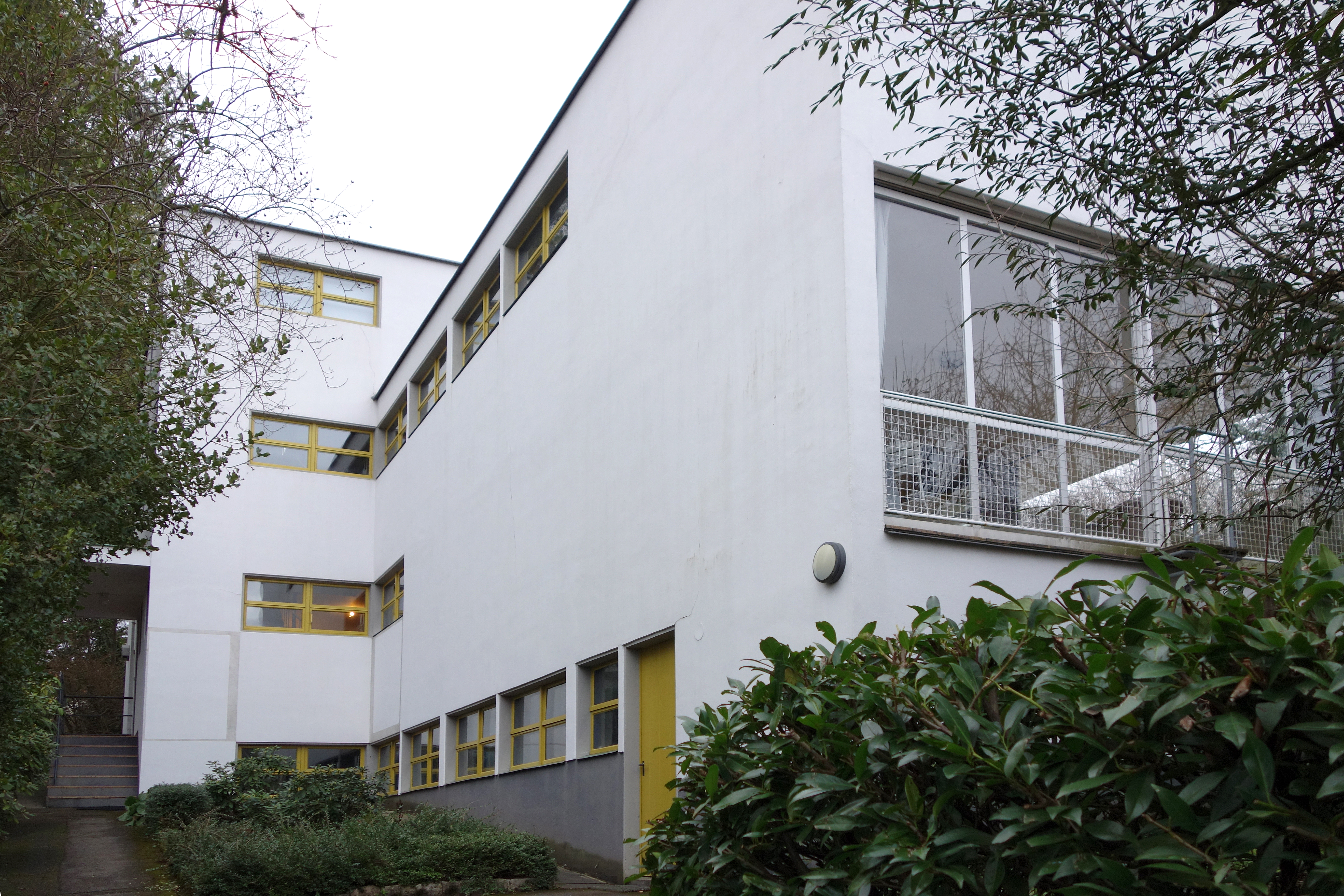
Жилой дом Colnaghi
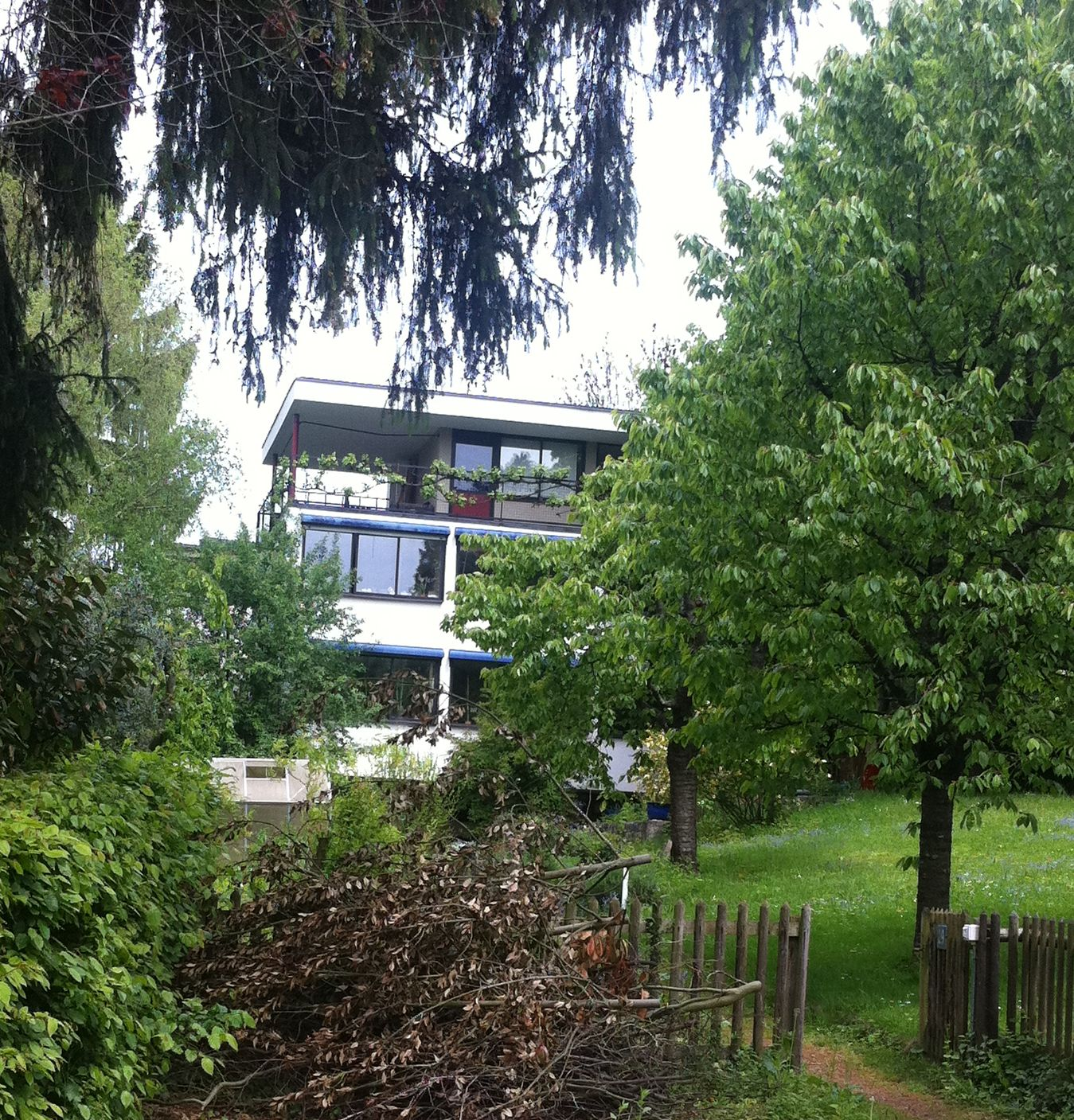
Жилой дом Huber
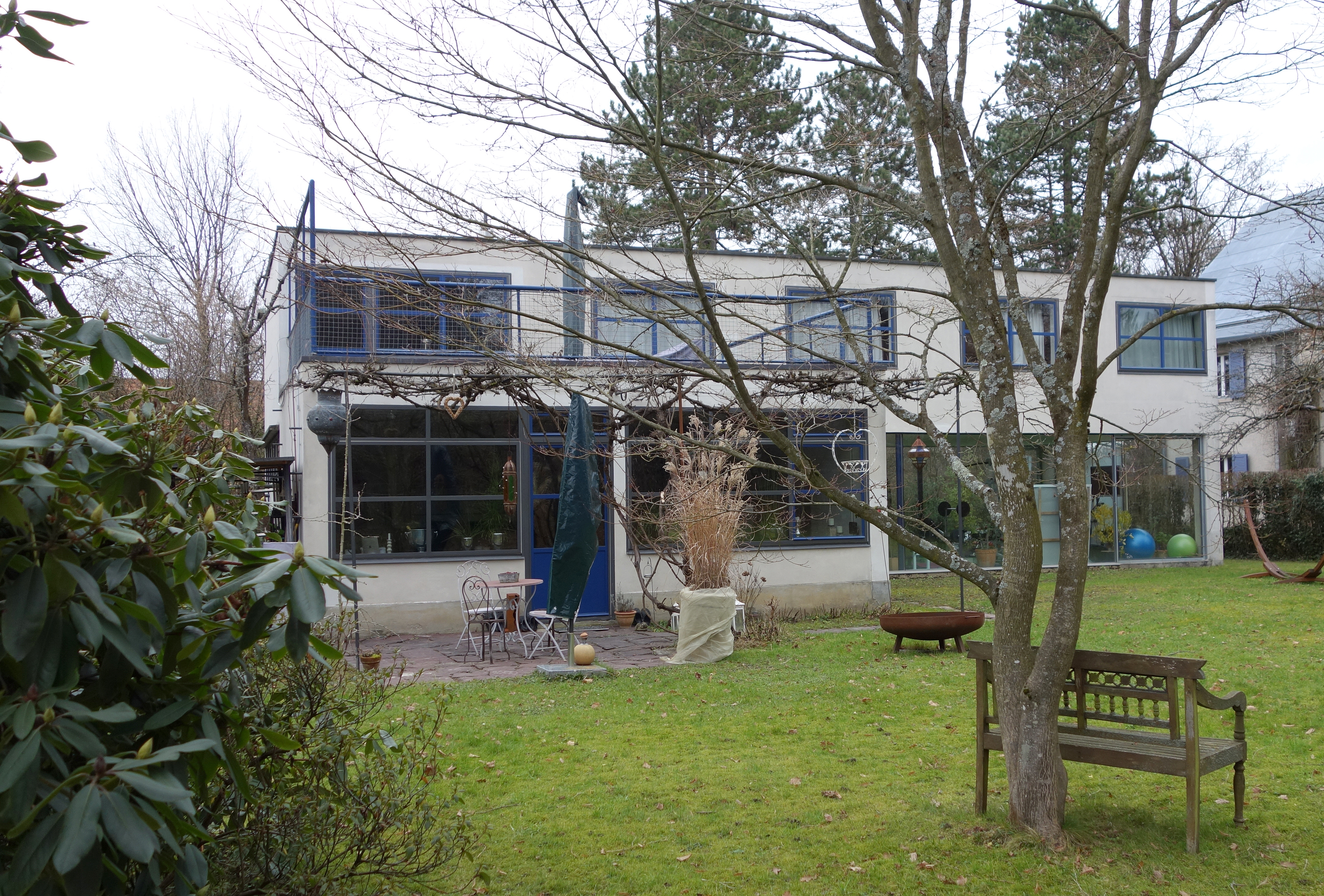
Жилой дом Schaeffer-von Déchend

## Образование
Первая ступень обязательного образования в Базель-Штадте включает 2-летний детский сад и 6-летнюю начальную школу.
Школьный департамент Риена и Беттингена управляет 6 начальными школами и 27 детскими садами, которые предлагают также группы дневного пребывания. В них обучаются около 1900 детей. 5 школ и 25 детских садов расположены в Риене.
Обязательное 3-летнее образование второй ступени школьники Риена получают в кантональных школах, расположенных в Базеле. Также в Базеле возможно дальнейшей образование, в том числе в гимназиях и профессиональных школах.

## Известные люди
Уроженцы Риена
- Курвуазье, Вальтер (1875—1931) — композитор и дирижёр,
- Хюги, Йозеф (1930—1995) — футболист, лучший бомбардир сборной Швейцарии на мировых первенствах,
- Цинкернагель, Рольф (род. 1944) — иммунолог, лауреат Нобелевской премии по физиологии и медицине 1996 года

Жители Риена
- Бейелер, Эрнст (1921—2010) — основатель фонда Бейелер и одноимённого музея, расположенного в Риене,
- Кестен, Герман (1900—1996) — писатель, один из главных представителей «Новой вещественности», провёл в Риене последние годы жизни,
- Федерер, Роджер (род. 1981) — теннисист, провёл детство в Риене,
- Эйлер, Леонард (1707—1783) — математик, провёл детство в Риене.

## Города-побратимы
- Меркуря-Чук